# Paravilla hypoxantha
Paravilla hypoxantha är en tvåvingeart som först beskrevs av Macquart 1840.  Paravilla hypoxantha ingår i släktet Paravilla och familjen svävflugor. Inga underarter finns listade i Catalogue of Life.